# Бурос
Буро́с или Боро́с в старом написании (швед. Borås, произн.о файле) — город на западе Швеции, в лене Вестра-Гёталанд, центр одноимённой коммуны. Расположен на реке Вискан бассейна Каттегата.
По численности — пятнадцатый населённый пункт страны, но является крупным промышленным центром.
В 2017 году Полиция Швеции присвоила трём районам города высший криминогенный статус.

## История

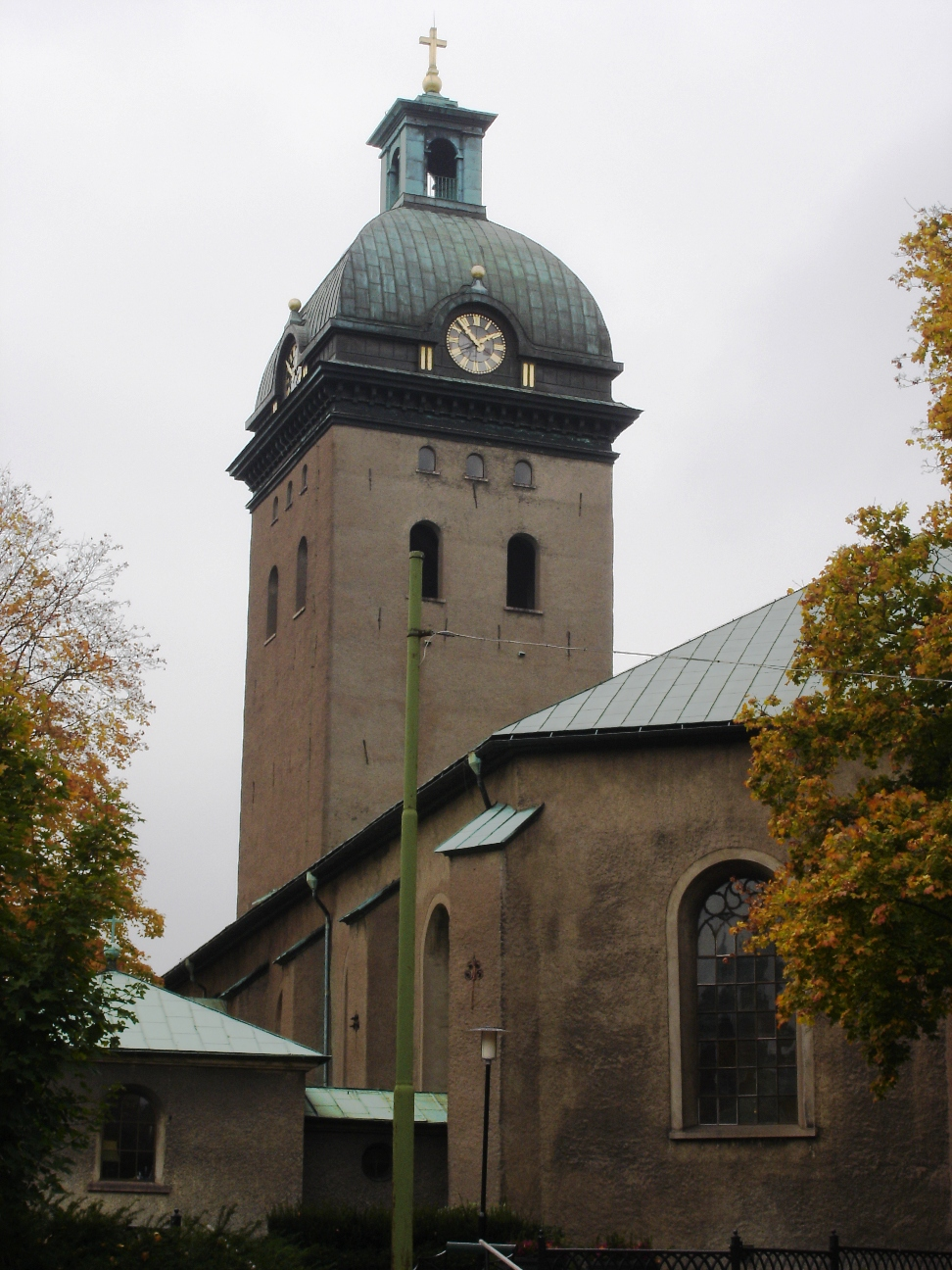
Церковь Кароли, самое старое здание Буроса (основание XIII век, здание 1669, башня пристроена в 1681)

Город основан по разрешению короля Густава II Адольфа, полученному 29 июня 1621 года для централизации мелкой разносной торговли в регионе и организации пункта налогового контроля за торговцами. Город построили вокруг средневековой каменной церкви прихода Турпа, на месте которой в 1669 начали строить новое каменной здание церкви Кароли, несколько раз сгоревшее. Церковь названа в честь Карла XI.
Имя города является сокращённым от названия этих мест «пастуший посёлок на озах» (fäbodar som låg på åsen → Fäbodarås(en) → Bodarås(en) → Boerås(en) → Borås). Озы (хребты, оставленные сходящим ледником) Буроса называются Rya.
Благодаря удачному географическому расположению на перекрёстке железнодорожных путей между Кальмаром и Гётеборгом является одним из коммерческих центров Швеции. Население города начало расти в начале XX века.

## Экономика
Центр текстильной и швейной промышленности, что отображено на гербе города.
Большинство офисов шведских интернет-магазинов расположено в черте города.
Машиностроительные и электротехнические заводы, компания «Ericsson» производит переносные радио-станции Mini-Link.
Государственное управление по контролю качества «Swedac» расположено также в Буросе.
Под городом построен индустриальный парк «Viared». Имеется университетский колледж.

## Спорт
Часть матчей Чемпионата мира по футболу 1958 года прошла на стадионе Рюаваллен в Буросе. До 2005 года стадион был домашним для шестикратного чемпиона Швеции клуба «Эльфсборг». После этого клуб переехал на построенную по соседству Бурос-Арену.
Часть матчей Чемпионата Европы по баскетболу 2003 года прошла в комплексе Буросхаллен.

## Климат
Несмотря на морской климат и близость гольфстрима, средние температуры в городе ниже по сравнению с соседним Гётеборгом и другими южными городами Швеции. Атлантический холодный ветер не встречает никакой преграды по направлению к городу по низменным участкам страны и задерживается над городом, расположенным на небольшой возвышенности, что приводит к выпадению большого количества осадков.
Большую часть зимы температура редко опускается ниже нуля градусов, что приводит к постоянно идущему мокрому снегу и регулярной гололедице. В феврале 1966 года был зафиксирован рекорд — −34,1 °C (−29,4 °F).
Средняя температура июля — 20 °C (68 °F). Самая высокая летняя температура зафиксирована в июле 1901 года (36 °C (97 °F)).

## Уроженцы Буроса
- AronChupa — музыкант.
- Wiktoria — певица.
- Кристер Бьоркман — шведский певец.
- Ингвар Карлссон — премьер-министр Швеции.
- Патрик Йербюн — горнолыжник, призёр чемпионатов мира.
- Юнас Йеребко — баскетболист, игрок НБА.
- Магнус Карлссон — шведский музыкант, певец, более известен как солист группы Alcazar.
- Матиас Лодмальм — рок-музыкант, саунд-продюсер, основатель и лидер группы Cemetary.
- Мартин Лорентсон — основатель Spotify.
- Елена Папаризу — победительница «Евровидения» от Греции .
- Агнес-Николь Уинтер (род. 1966) — шведская актриса, сценарист, кинопродюсер и фотомодель.

## Фотогалерея

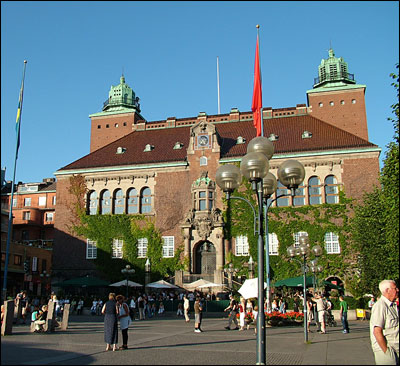
Ратуша
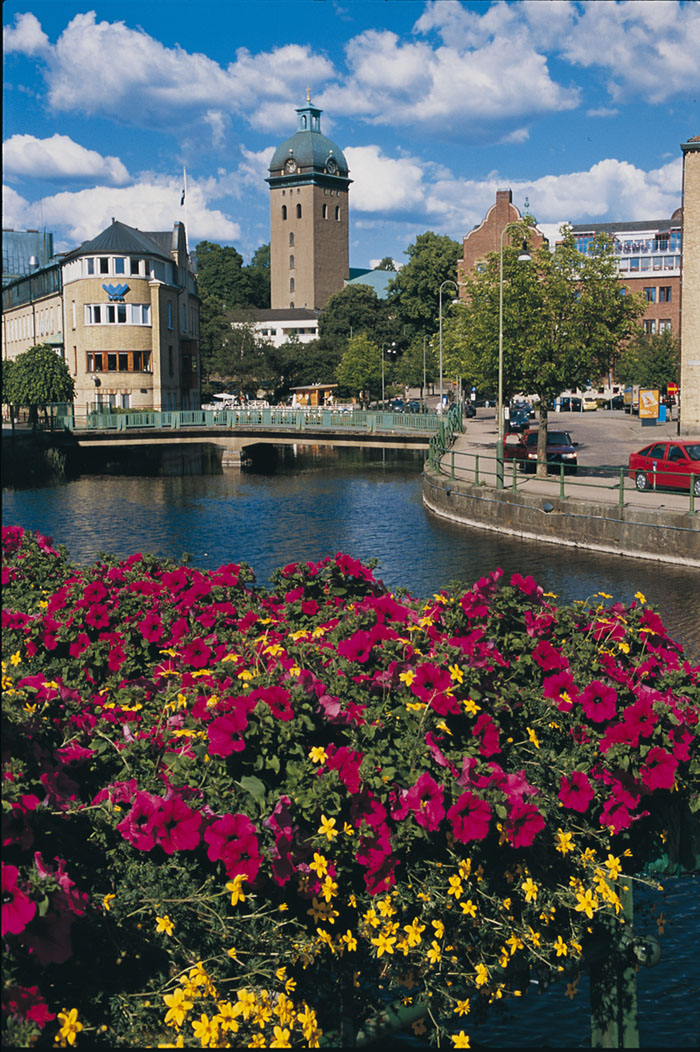
Вид на башню Кароли через реку Вискан с рыночной площади Круксхаль
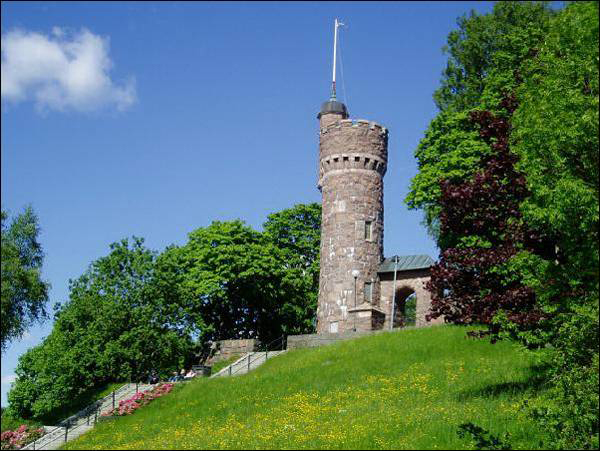
Водонапорная башня
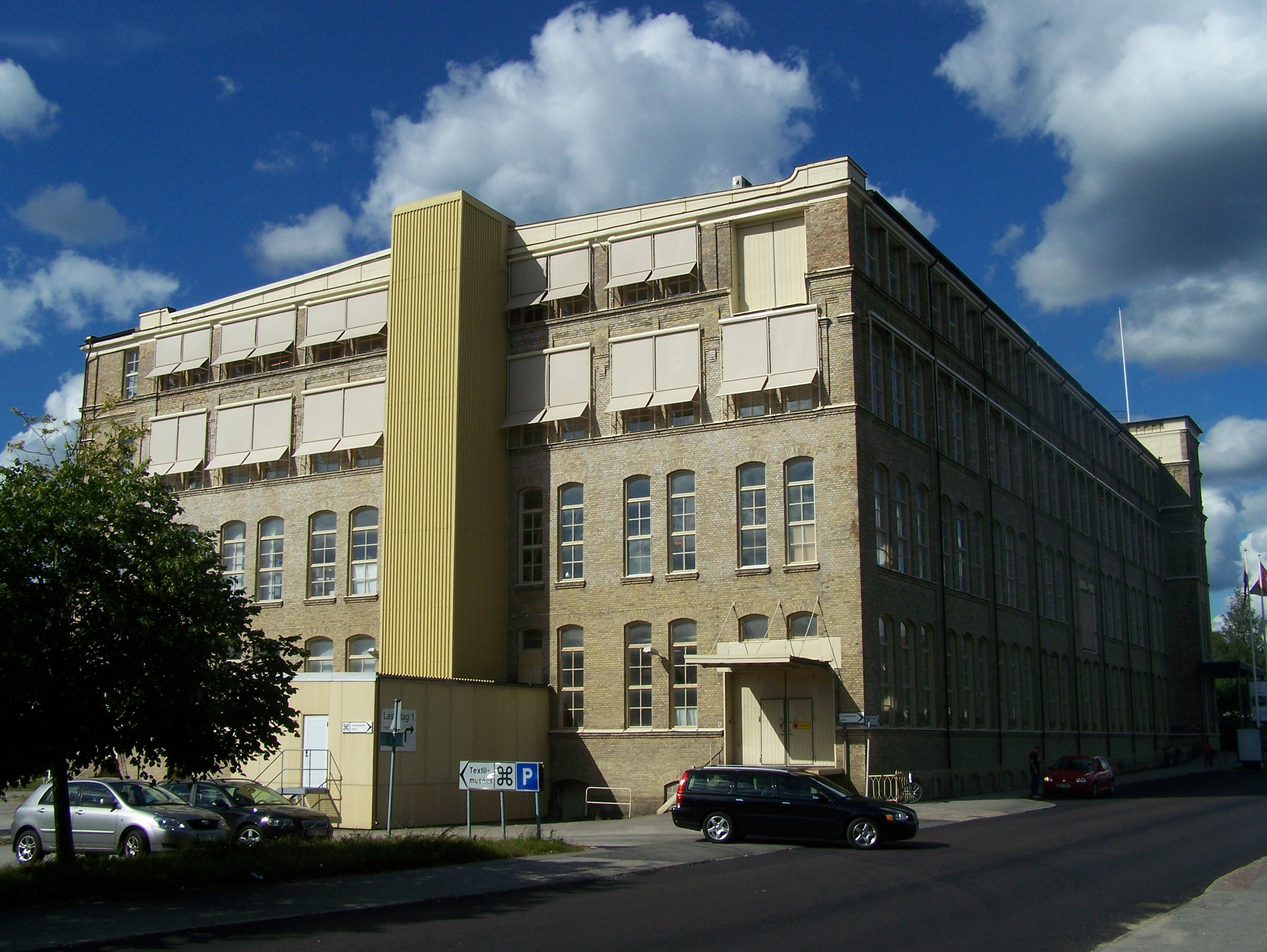
Текстильный музей